# Awner-Chaj Szaki
Awner-Chaj Szaki (hebr.: אבנר חי שאקי, ang.: Avner Shaki, ur. 5 lutego 1926 w Safedzie, zm. 28 maja 2005) – izraelski prawnik, wykładowca, pisarz, i polityk, profesor prawa, w latach 1990–1992 minister spraw religijnych, w latach 1988–1990 minister bez teki, w latach 1970–1972 wiceminister edukacji i kultury, w latach 1970–1974 oraz 1984–1999 poseł do Knesetu. Przewodniczący Narodowej Partii Religijnej (Mafdalu).

## Życiorys
Urodził się 5 lutego 1926 w Safedzie w Brytyjskim Mandacie Palestyny, pochodził z rodziny jemeńskich Żydów
W latach 1947–1949 służył w wojsku, brał udział w wojnie o niepodległość Izraela. Ukończył studia prawnicze na Uniwersytecie Hebrajskim w Jerozolimie, gdzie uzyskał stopień doktorski (Ph.D.). Pracował w zawodzie, a także jako wykładowca – został profesorem Uniwersytetu Telawiwskiego specjalizującym się w prawie międzynarodowym oraz rodzinnym (zarówno państwowym jak i religijnym). Pracował także jako wykładowca na uczelniach w Stanach Zjednoczonych i Kanadzie.
Bez powodzenia kandydował z listy Narodowej Partii Religijnej w wyborach w 1969. W skład siódmego Knesetu wszedł jednak 16 lipca 1970 zastępując zmarłego Chajjima Moszego Szapirę. Zasiadał w komisji pracy. 1 września dołączył do drugiego rządu Goldy Meir jako wiceminister edukacji i kultury w resorcie kierowanym przez Jigala Allona. Funkcję sprawował do 17 czerwca 1972, kiedy został zmuszony do rezygnacji w wyniku konfliktu z macierzystą partią. 22 maja 1973 opuścił Mafdal i do końca kadencji zasiadał w ławach parlamentu jako poseł niezależny. Nie został uwzględniony na partyjnej liście w wyborach w grudniu 1973.
W 1982 był członkiem izraelskiej delegacji na konferencję UNESCO w Meksyku. Do parlamentu powrócił, ponownie z listy Narodowej Partii Religijnej, po wyborach w 1984. W jedenastym Knesecie zasiadał w komisjach konstytucyjnej, prawa i sprawiedliwości; kontroli państwa; edukacji i kultury oraz nadzoru nad radiem i telewizją. W 1988 został przewodniczącym Mafdalu i stanął na czele listy w wyborach 1988. Partia pod jego przywództwem zdobyła pięć mandatów w parlamencie. Funkcję przewodniczącego pełnił do wczesnych lat 90.
27 grudnia 1988 dołączył do powołanego kilka dni wcześniej trzeciego rządu Icchaka Szamira jako minister bez teki. Kiedy 11 czerwca 1990 doszło do powołania kolejnego rządu Szamira, Szaki stanął na czele Ministerstwa Spraw Religijnych. Funkcję tę pełnił do końca kadencji rządu – 13 lipca 1992.
Kolejny raz został wybrany posłem w wyborach w czerwcu 1992. W Knesecie XIII kadencji stanął na czele podkomisji ds. ofiar nazistowskiego terroru oraz zespołu parlamentarnego ds. walki z antysemityzmem i ksenofobią. Ponadto
zasiadał w komisjach finansów oraz ds. statusu kobiet i równouprawnienia. Był zdecydowanym krytykiem porozumień z Oslo. W wyborach w 1996 ponownie uzyskał mandat poselski, a w czternastym Knesecie ponownie stanął na czele tego samego zespołu parlamentarnego, przewodził także lobby na rzecz zwiększenia tolerancji pomiędzy ludnością świecką i religijną. Był członkiem komisji kontroli państwa; spraw zagranicznych i obrony; absoprcji imigrantów; ds. statusu kobiet i równouprawnienia oraz nauki i technologii. Opowiadał się za opuszczeniem przez Mafdal koalicji wspierającej rząd Binjamina Netanjahu w odpowiedzi na opuszczenie przez izraelskie wojsko terenów w Hebronie i w innych miejscach na Zachodnim Brzegu. W wyborach w 1999 nie otrzymał bezpiecznego miejsca na liście Mafdalu i utracił miejsce w parlamencie.
Był honorowym przewodniczącym Izraelskiego Instytutu Badań nad Rodziną. Był autorem licznych publikacji naukowych, a także artykułów prasowych w czasopismach izraelskich i zagranicznych. Opublikował książkę dotyczącą kwestii wieku w prawie; dwutomową publikację na temat, kim są Żydzi w Państwie Izrael, oraz trzy podręczniki dotyczące Talmudu, a także osiem broszur związanych z prawem międzynarodowym, rodzinnym i spadkowym.
Zmarł 28 maja 2005. Został pochowany na cmentarzu Jarkon.
Poza hebrajskim posługiwał się językami angielskim, arabskim i francuskim.